# Марри (округ, Оклахома)
Округ Марри (англ. Murray County) располагается в штате Оклахома, США. Официально образован в 1907 году. По состоянию на 2012 год, численность населения составляла 13 663 человека.

## География
По данным Бюро переписи США, общая площадь округа равняется 1100,751 км2, из которых 1082,621 км2 суша и 18,130 км2 или 1,570 % это водоёмы.

## Население
По данным переписи населения 2000 года в округе проживает 12 623 жителей в составе 5 003 домашних хозяйств и 3 587 семей. Плотность населения составляет 12,00 человек на км2. На территории округа насчитывается 6 479 жилых строений, при плотности застройки около 6,00-ти строений на км2. Расовый состав населения: белые — 80,76 %, афроамериканцы — 1,90 %, коренные американцы (индейцы) — 11,57 %, азиаты — 0,32 %, гавайцы — 0,03 %, представители других рас — 1,16 %, представители двух или более рас — 4,26 %. Испаноязычные составляли 3,15 % населения независимо от расы.
В составе 30,90 % из общего числа домашних хозяйств проживают дети в возрасте до 18 лет, 57,70 % домашних хозяйств представляют собой супружеские пары проживающие вместе, 10,20 % домашних хозяйств представляют собой одиноких женщин без супруга, 28,30 % домашних хозяйств не имеют отношения к семьям, 25,20 % домашних хозяйств состоят из одного человека, 12,70 % домашних хозяйств состоят из престарелых (65 лет и старше), проживающих в одиночестве. Средний размер домашнего хозяйства составляет 2,45 человека, и средний размер семьи 2,92 человека.
Возрастной состав округа: 24,20 % моложе 18 лет, 8,00 % от 18 до 24, 25,10 % от 25 до 44, 24,30 % от 45 до 64 и 24,30 % от 65 и старше. Средний возрастжителя округа 40 лет. На каждые 100 женщин приходится 97,40 мужчин. На каждые 100 женщин старше 18 лет приходится 92,80 мужчин.
Средний доход на домохозяйство в округе составлял 30 294 USD, на семью — 37 303 USD. Среднестатистический заработок мужчины был 28 381 USD против 19 727 USD для женщины. Доход на душу населения составлял 16 084 USD. Около 11,10 % семей и 14,10 % общего населения находились ниже черты бедности, в том числе — 16,90 % молодёжи (тех, кому ещё не исполнилось 18 лет) и 15,10 % тех, кому было уже больше 65 лет.